# Tom Sermanni
Tom Sermanni est un footballeur écossais devenu entraîneur, né le 1er juillet 1954 à Glasgow.

## Biographie

### Carrière de joueur
Tom Sermanni réalise une modeste carrière de joueur. Il joue en Écosse, en Angleterre ainsi qu'en Australie. 

### Parcours d'entraîneur
Tom Sermanni commence sa carrière d'entraîneur en Australie. En 2001 Sermanni est entraîneur-adjoint de l'équipe de Bay Area CyberRays qui joue en Women's United Soccer Association (WUSA). The CyberRays remporte la première édition de la WUSA, la Founders Cup. Sermanni reste entraîneur-adjoint jusqu'en 2002 quand l'équipe change de nom et devient les San Jose CyberRays.
En 2003, il est nommé entraîneur des New York Power (WUSA), une des plus mauvaies équipes de la ligue (3 victoires, 1 nul et 17 défaites en 2002). Avec Sermanni, l'équipe se classe 5e (7 victoires, 5 nuls et 9 défaites) mais ne participe pas aux playoffs. La WUSA cesse ses activités le 15 septembre 2003 et il se retrouve sans club. Après un court passage en Malaisie, il devient sélectionneur de l'équipe d'Australie féminine en décembre 2004. Il avait déjà occupé ce poste de 1994 à 1996. Durant ses mandats à la tête des Matildas, il les qualifie trois fois pour la phase finale de la Coupe du monde : en 1995, 2007 et 2011. Il remporte également la Coupe d'Asie de football féminin 2010.
Le 30 octobre 2012, il est nommé sélectionneur de l'équipe des États-Unis de soccer féminin par la Fédération des États-Unis de soccer. Il prend ses fonctions le 1er janvier 2013. Au mois de mars de la même année, il remporte l'Algarve Cup 2013. En avril 2014, il est démis de ses fonctions.

## Palmarès
- Vainqueur de la Coupe d'Asie féminine de football 2010
- Finaliste de la Coupe d'Asie féminine de football 2006
- Vainqueur de l'Algarve Cup 2013
- Vainqueur de la Founders Cup 2001

## Distinctions
- Élu entraîneur de l'année 2007 de la Confédération asiatique de football